# ديتر مولر
ديتر مولر (بالألمانية: Dieter Müller) من مواليد 1 أبريل 1954، لاعب كرة قدم ألماني غربي سابق.
و قد لعب مع منتخب ألمانيا الغربية لكرة القدم في 12 مباراة وسجل 9 أهداف، من بينها أربعة أهداف في كأس الأمم الأوروبية لكرة القدم 1976 حيث أصبح الهداف.
و قد لعب مع نادي كيكرز أوفنباخ، وفي سنة 1973 انتقل إلى نادي كولن، ولعب معهم حتى عام 1981، وقد نال معهم لقب الهداف في موسمين ممتاليين، المرة الأولى في موسم 1976/1977 برصيد 34 هدف في 34 مباراة والمرة الثانية في موسم 1977/1978 برصيد 24 هدف في 33 مباراة، وقد سجل ستة أهداف في مرمى نادي فيردر بريمن في مباراة واحدة في تاريخ 17 أغسطس 1977، وفي موسم 1981/1982 انتقل إلى نادي شتوتغارت، وفي عام 1982 انتقل إلى نادي بوردو الفرنسي، ولعب معهم حتى سنة 1985، وفي موسم 1985/1986 انتقل إلى نادي ساربروكن، وفي سنة 1986 انضم إلى نادي كيكرز أوفنباخ، ولعب معهم حتى سنة 1990 حيث اعتزل كرة القدم.

## مسيرته الكروية
لعب ديتر مولر خلال مسيرته الاحترافية مع 6 أندية في تسعة عشر موسمًا وسجل خلالها 249 هدف ضمن 454 مباراة. حيث فاز في موسمين بالكأس وفي ثلاثة مواسم بالدوري.
خاض ديتر مولر مسيرته مع نادي كيكرز أوفنباخ في موسم 1972–73 في المرة الأولى لمدة موسم واحد ثم في موسم 1986–87 ليلعب معه أربعة مواسم، مشاركًا طوالها في 53 مباراة سجل خلالها 26 هدفًا. ثم انتقل إلى نادي كولن في موسم 1973–74 ليلعب معه ثمانية مواسم، حيث شارك في 248 مباراة سجل خلالها 159 هدف. لينتقل بعدها إلى نادي شتوتغارت في موسم 1981–82 لمدة موسم واحد، مشاركًا في 30 مباراة سجل خلالها 14 هدفًا. ثم انتقل إلى نادي جيروندان بوردو في موسم 1982–83 واستمر معه طيلة ثلاثة مواسم، مشاركًا في 93 مباراة سجل خلالها 43 هدفًا. هذا وانتقل لاحقًا إلى نادي غراسهوبر زيوريخ في موسم 1985–86 لمدة موسم واحد، مشاركًا في 7 مباريات سجل خلالها 3 أهداف.

## روابط خارجية
- ديتر مولر على موقع قاعدة بيانات كرة القدم.إي يو (الإنجليزية)
- ديتر مولر على موقع بيانات كرة القدم. دي إي (الألمانية)
- ديتر مولر على موقع ناشيونال فوتبول تيمز (الإنجليزية)
- ديتر مولر على موقع عالم كرة القدم.نت (الإنجليزية)